# Escola jurídica
Uma Escola Jurídica (também conhecido como Centro Jurídico, Faculdade Jurídica ou Faculdade de Direito) é uma instituição especializada em Ensino jurídico, normalmente parte de um processo para se tornar advogado dentro da Jurisdição.

## Ensino da Lei

### Brasil
No Brasil, a educação jurídica se desenvolve em nível de graduação. O Brasil é o país que possui o maior número de faculdades de direito em todo o mundo, possuindo 1.153 cursos jurídicos de nível superior de acordo com o Ministério da Educação (MEC). O surgimento dos primeiros cursos jurídicos no Brasil ocorreu em 1827 com a criação de duas faculdades de direito: uma em Olinda, que deu origem à Faculdade de Direito da Universidade Federal de Pernambuco e outra em São Paulo que deu origem à Faculdade de Direito da Universidade de São Paulo.
Os dados sobre a pós-graduação stricto sensu em direito no Brasil apontam uma tendência de crescimento. Assim, de acordo com a Coordenação de Aperfeiçoamento de Pessoal de Nível Superior (CAPES) do Ministério da Educação brasileiro, existem 73 mestrados acadêmicos e 30 doutorados.

### Canadá
A mais antiga faculdade de direito civil no Canadá, que oferece cursos de direito foi fundada em 1848 na Universidade McGill, em Montreal, e a mais antiga faculdade de direito comum no Canadá, oferecendo cursos de direito foi estabelecido em 1883 na Universidade Dalhousie, em Halifax. O grau de lei típica necessário para praticar a lei no Canadá é agora o Juris Doctor, que exige curso universitário anterior e é semelhante ao primeiro grau da lei nos Estados Unidos. Há algum conteúdo acadêmico no curso (como um trabalho de pesquisa acadêmica exigida na maioria das escolas). Os programas consistem em três anos, e têm conteúdo semelhante em suas disciplinas obrigatórias do primeiro ano. Para além do primeiro ano e os requisitos mínimos para a graduação, seleção do curso é eletiva com várias concentrações, tais como direito empresarial, direito internacional, direito de recursos naturais, direito penal, direito aborígene, etc. Algumas escolas, no entanto, não trocaram o LL.B. pelo J.D. - uma universidade notável que ainda concede o LL.B é a Universidade McGill.
Dado o fato de que o sistema legal canadense inclui o Sistema jurídico civil francês e o sistema jurídica anglo-americano, algemas das escolas jurídicas entregam os diplomas J.D. (anglo-americano) e os B.C.L., LL.L. or LL.B. (francês), como a Universidade McGill, a Universidade de Ottawa e Universidade de Montréal. Uma particularidade é que a A Escola jurídica da Universidade McGill oferece um programa combinado entre os dois sistemas, que tem sido chamado de "transsistemático" Em outras faculdades, se uma pessoa completa o sistema anglo-americano, um diploma do sistema francês pode ser obtido, com apenas um ano extra de estudos.